# Марек Вебер
Ма́рек Ве́бер (нім. Marek Weber; 25 жовтня 1888, Львів — 9 лютого 1964, Чикаго) — німецький скрипаль та диригент естрадного оркестра.

## Біографія
Вебер народився 25 жовтня 1888 року в Лемберзі в (Австро-Угорщині, тепер Львів, Україна). В 1906 році Вебер поїхав до Берліна навчатися у Консерваторії Штерна. В 1908 році Вебер вже керував своїм першим оркестром, а з 1914 року він керує салонним оркестром берлінського готелю «Adlon». На початку 1920-х рр. танцювальний оркестр Марека Вебера став записувати музичні твори для Parlophon, потім для Deutsche Grammophon, а з 1926 року для Electrola. В ці роки оркестр Вебера був одним з найпопулярніших колективів в усій Європі. До репертуару оркестра входили польки, вальси, танго, фокстроти тощо.
Марек Вебер особисто не дуже цікавився сучасним джазом, проте в його ансамблі  працювали найкращі музиканти-джазмени берлінської сцени. Ім'я Вебера було на афішах майже усіх великих готелів Берліна.
В 1933 році Вебер емігрував до США, де він також виступав з оркестром. Після війни Марек придбав ферму і жив самотньо. Марек Вебер помер у Чикаго 9 лютого 1964 року.